# Thesium scirpoides
Thesium scirpoides är en sandelträdsväxtart som beskrevs av A. W Hill. Thesium scirpoides ingår i släktet spindelörter, och familjen sandelträdsväxter. Inga underarter finns listade i Catalogue of Life.